# Giuliô Liêu Bính Kiên
Giuliô Liêu Bính Kiên (Sinh 1964; tiếng Trung:廖炳堅; tiếng Anh:Julian Leow Beng Kim) là một giám mục người Malaysia của Giáo hội Công giáo Rôma. Ông hiện đang đảm nhận cương vị Tổng giám mục chính tòa Tổng giáo phận Kuala Lumpur.

## Tiêu sử
Tổng giám mục Liêu sinh ngày 3 tháng 1 năm 1964 tại Seremban, thủ phủ của bang Negeri Sembilan của Malaysia. Sau quá trình tu tập trong thời gian dài, ngày 20 tháng 4 năm 2002, Phó tế Liêu Bính Kiên được thụ phong chức vụ linh mục, gia nhập linh mục đoàn Tổng giáo phận thủ đô Malaysia khi đã được 38 tuổi.
Ngày 3 tháng 7 năm 2014, Tòa Thánh công bố việc bổ nhiệm linh mục Liêu Bính Kiên, linh mục của Tổng giáo phận Kuala Lumpur làm Tổng giám mục chính tòa của Tổng giáo phận này. Lễ tấn phong cho Tân giám mục diễn ra sau đó, vào ngày 6 tháng 10 cùng năm. Nghi thức phong chức do giám mục chủ phong John Ha Tiong Hock, Tổng giám mục Tổng giáo phận Kuching. Hai giám mục phụ phong bao gồm Hai nguyên Tổng giám mục Kuala Lumpur là Murphy Nicholas Xavier Pakiam và Anthony Soter Fernandez.